# عنقود كورونا بورياليس الفائق

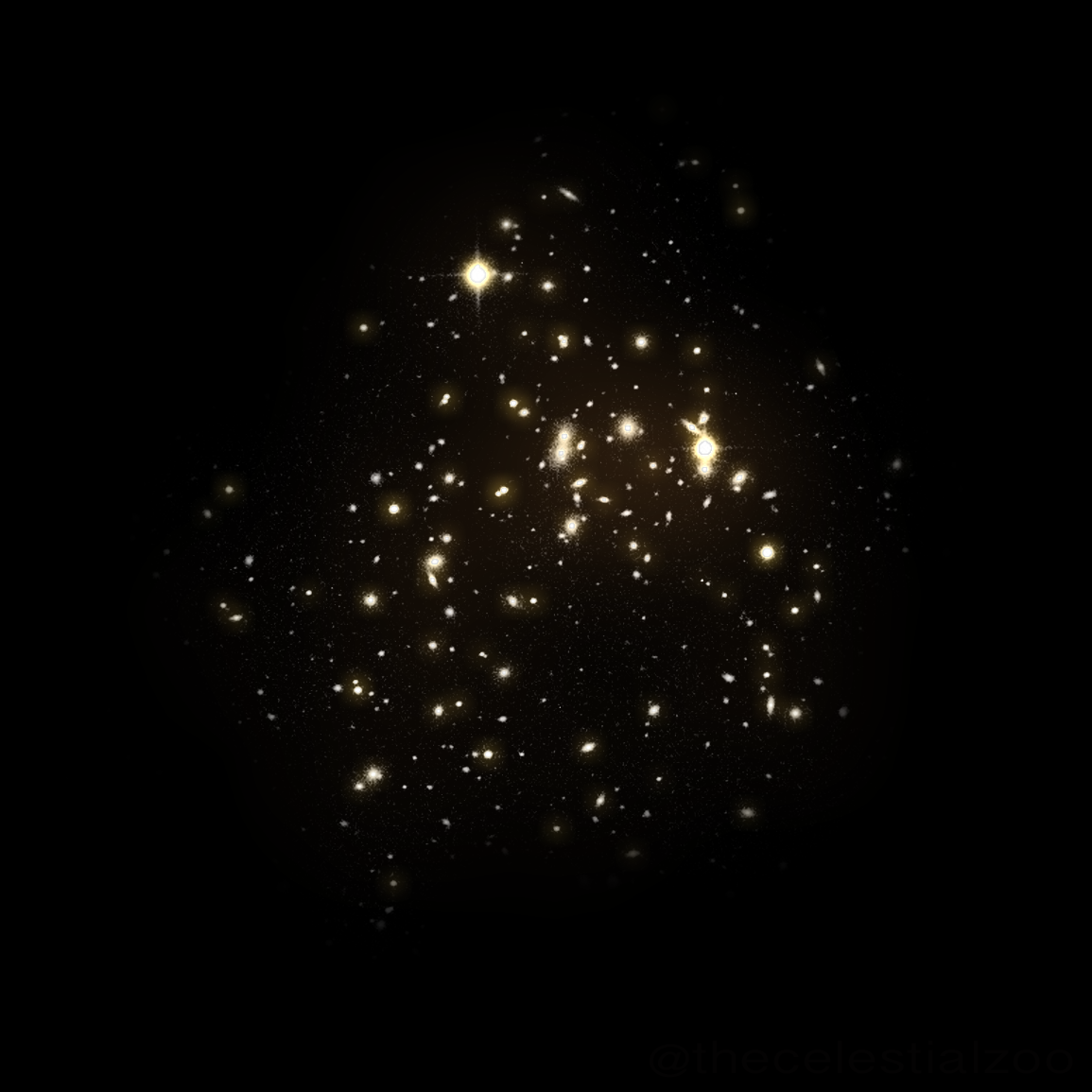
عنقود مجرات كورونا بورياليس الفائق كما يُشاهد من الأرض.

يعد عنقود كورونا بورياليس الفائق Corona Borealis Supercluster عبارة عن عنقود مجرات فائق يقع في كوكبة الإكليل الشمالي Corona Borealis، وهو أبرز مثال من نوعه في نصف الكرة الشمالي .  عنقود المجرات هذا كثيف ومضغوط مقارنة بالعناقيد العملاقة الأخرى . تم حساب كتلته لتقع ما بين 0.6 و 12 × 10 16 كتلة شمسية (M⊙). وهو يحتوي على مجموعات المجرات Abell 2056 ، و Abell 2061 ، و Abell 2065 (وهي أكبر مجموعة المجرات داخل العنقود الفائق) علاوة على المجرات الكبيرة أيضا Abell 2067 ، و Abell 2079 ،و Abell 2089 ، و Abell 2092 . من بين هؤلاء يبدو أن Abell 2056 ، و 2061 ، و 2065 ،و 2067 ، و A2089 مرتبطون بالجاذبية وهي في طور انهيار لتشكيل كتلة ضخمة.  تبلغ كتلة هذا الكيان المقدرة بحوالي 1 × 10 16 M⊙ (كتلة شمسية) . إذا كانت هناك كتلة بين تلك الكتلة المشاهدة ، فقد تكون Abell 2092 من ضمن تلك المجموعة العملاقة.  قُدِّر أن اتساعه يبلغ 100 ميغا فرسخ (330 مليون سنة ضوئية ) وبعمق 40 ميغا فرسخ (130 مليون سنة ضوئية).  لهم انزياح أحمر قدره 0.07 ،  وهو ما يعادل مسافة حوالي 265.5 ميغا فرسخ (964 مليون سنة ضوئية) بين مركز العنقود وبين مجموعتنا الشمسية.

## تاريخ المشاهدة
كان الفلكيان سي دونالد شين و "كارل إيه ويرتانن" أول من لاحظ تركيزًا أو "سحابة" من "السدم خارج المجرة في تلك المنطقة خلال مسح سماوي واسع النطاق للهياكل خارج مجرتنا .  وكان جورج أبيل أول من لاحظ وجود ما أسماه "مجموعات من الدرجة الثانية" ، وهي مجموعات من العناقيد في أول منشورة علمية نشرها في كتالوج بإسمه ( كتالوج أبيل ) في عام 1958. 
كان "بوستمان "وزملاؤه أول من درس العنقود الفائق بالتفصيل في عام 1988 ، وقاموا بحساب كتلته التي تبلغ 8.2 × 10 15 كتلة شمسية ، ويحتوي على مجموعات Abell 2061 ، و Abell 2065 ، و Abell 2067 ، و Abell 2079 ، و Abell 2089 ، و ابيل 2092 . أبيل 2124 تقع 33 مليون [[فرسخ فلكي]] (110 مليون سنة ضوئية) من مركز العنقود العملاق وقد اعتبرها بعض المؤلفين جزءًا من المجموعة. 
يقع Abell 2069 في مكان قريب ولكنه أبعد ، مع ارتباط خط البصر فقط. 

## أنظر أيضا
- القوس العملاق
- كتالوج ابيل
- هيكل الكون على نطاق واسع
- قائمة مجموعات أبيل
- قائمة التجمعات العملاقة